# سیارک ۱۵۸۹۷
سیارک ۱۵۸۹۷ (به انگلیسی: 15897 Benackova، نامگذاری:1997PD3) پانزده هزار و هشتصد و نود و هفتمین سیارک کشف شده‌است که در ۱۰ اوت ۱۹۹۷ کشف شد.
قدر مطلق سیارک برابر ۱۵٫۷۰ است.